# هاینز ویرتس
هاینز ویرتس (انگلیسی: Heinz Wirtz؛ زادهٔ ۱۰ نوامبر ۱۹۵۳) بازیکن فوتبال اهل آلمان است.
از باشگاه‌هایی که در آن بازی کرده‌است می‌توان به باشگاه فوتبال فورتونا دوسلدورف اشاره کرد.